# Vicepresidente de Sudán del Sur
El vicepresidente de Sudán del Sur es el segundo cargo más importante de Sudán del Sur. Se estableció en la independencia del país, 9 de julio de 2011.

## Historia
Los acuerdos firmados el 9 de enero de 2005 en Naivasha (Kenia) entre el gobierno de Jartum y la rebelión liderada por el Ejército de Liberación del Pueblo de Sudán de John Garang concedieron una gran autonomía a los diez estados del sur de la República de Sudán. El 9 de julio, se constituyó un gobierno autónomo con Garang como presidente y Salva Kiir como vicepresidente. Este último accedió a la presidencia un mes después, tras la muerte de Garang en un accidente de helicóptero. Entonces, Riek Machar asumió la vicepresidencia del gobierno autónomo.
Con la independencia del país, el 9 de julio de 2011, Riek Machar fue nombrado vicepresidente de Sudán del Sur.

## Lista de Vicepresidentes de Sudán del Sur
- Salva Kiir Desde el 9 de enero de 2005 Hasta el 11 de agosto de 2005
- Riek Machar Desde el 11 de agosto de 2005 hasta el 23 de julio de 2013
- James Wani Igga desde el 23 de agosto de 2013

- Datos: Q53569601